# دانيلي باسيلي
دانيلي باسيلي (بالإيطالية: Daniele Baselli)‏ (12 مارس 1992 إيطاليا - ) هو لاعب كرة قدم إيطالي، يلعب كلاعب وسط.

## روابط خارجية
- دانيلي باسيلي على موقع الاتحاد الأوربي (الإنجليزية)
- دانيلي باسيلي على موقع قاعدة بيانات كرة القدم.إي يو (الإنجليزية)
- دانيلي باسيلي على موقع Soccerbase.com (لاعب) (الإنجليزية)
- دانيلي باسيلي على موقع Soccerway.com (الإنجليزية)
- دانيلي باسيلي على موقع عالم كرة القدم.نت (الإنجليزية)
- دانيلي باسيلي على موقع AS.com (الإسبانية)